# ピルム

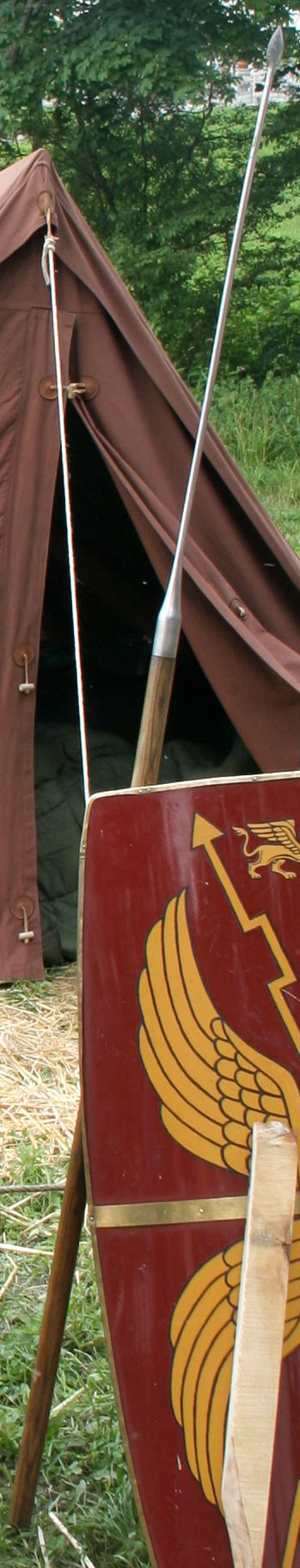
復元されたピルム。

ピルムまたはピールム（pilum）は、主に古代ローマ軍団（レギオン）の軍団兵が使用した投槍である。複数形はピラ（pila）。ピラムとも。

## 歴史
ピルムを開発したのは、北イタリアのガリア人と戦っていたエトルリア人だったと考えられている。ガリア人の主装備は長剣と大盾であり、盾を失わせるために突き刺さるピルムは最適だった。紀元前4世紀頃、ガリアとの戦いを始めたローマは、このエトルリア人の武器を模倣した。ローマ軍団歩兵は軽装歩兵と重装歩兵に分けられていたが、ピルムは重量があり軽装歩兵の機動力を損なうため、重装歩兵が装備した（ただし、第三戦列を構成する古参兵（トリアリィ）はピルムではなく、ハスタと呼ばれる片手持ちの長槍とクリペウスという丸盾を装備していた）。重装歩兵は他に大盾（スクトゥム）と剣（グラディウス）を装備した。以降、この武装が帝政初期までローマ軍団重装歩兵の基本となった。
2世紀から3世紀頃、ローマの拡張が限界を迎え、国防政策が国境防衛と内乱鎮圧に重点を置くようになると、ローマ軍団も変化した。辺境の軍団では、異民族の侵入に即座に対応できるよう機動力のある騎兵が重視された。歩兵は騎兵に追従できるよう軽装になっていき、長剣（スパタ）と弓矢、軽量化されたピルムと盾が主装備となった。これに影響を受け、中央の軍団も徐々に辺境の軍団の様式へと変化していった。5世紀頃、西ローマ帝国が崩壊すると、西ヨーロッパではローマ式の重装歩兵は姿を消したが、代わって勢力を伸ばしたフランク族の軍隊において、ピルムに相当する
アンゴンという投槍が7世紀ごろまで使われ続けた。
一方、東ローマ帝国では4世紀から5世紀頃に軍制改革を行った。ペルシアや遊牧民の騎兵に対抗するため、カタフラクトと呼ばれる重騎兵を編成し、これを軍の主力と位置づけた。歩兵は騎兵を支援する存在となり、主装備は長槍と剣、弓矢となった。攻撃はカタフラクトが担当するため、歩兵は敵の攻撃を受け止める防御が役割となった。東ローマ帝国でピルムが完全に消滅した時期を確定することは困難だが、おそらく軍制が変化したこの時期だと考えられる。

## 構造と性能
一般的なピルムは、木製の柄と鉄製の穂の合成品で、全長はおよそ150センチメートルから200センチメートル、重量はおよそ2キログラムから4キログラムだった。接合部の形状は、嵌め込み型と差し込み型の両方が存在した。鉄製の穂は、全長30センチメートルから60センチメートルで、先端部分は三角形ないし菱形に作られた。時代が進むにつれて穂は細く軽量化されていった。一部の資料には破壊力を増すために鉛製の球が取り付けられたという記述があるが、現在のところそうした形状のピルムは発見されていない。近年の復元実験によれば、ピルムの最大射程は約30メートル。ただし、有効射程は20メートル以内だという。
復元実験の結果、ピルムの形状は装甲貫通能力を高められるように設計されていることがわかった。穂先の形状が三角形なのは盾を貫通しやすくするためであり、穂が長細くされていたのは貫通後に目標まで到達させるためだった。重たい木製の柄は、貫通力を増すためのウェイトだった。
時代が進むにつれてピルムの穂は曲がりやすくなるように改良されていった。盾を貫通した後に曲がれば、敵はピルムの突き立った盾を放棄せざるをえなくなるからである。盾を失わせれば、ローマ兵は白兵戦を有利に進めることが出来た。また、たとえ地面に落ちたとしても、曲がったピルムは敵によって再利用される心配がなかった。このようにピルムを改良したのはガイウス・マリウスともいわれているが、確実な証拠はない。

## 戦術

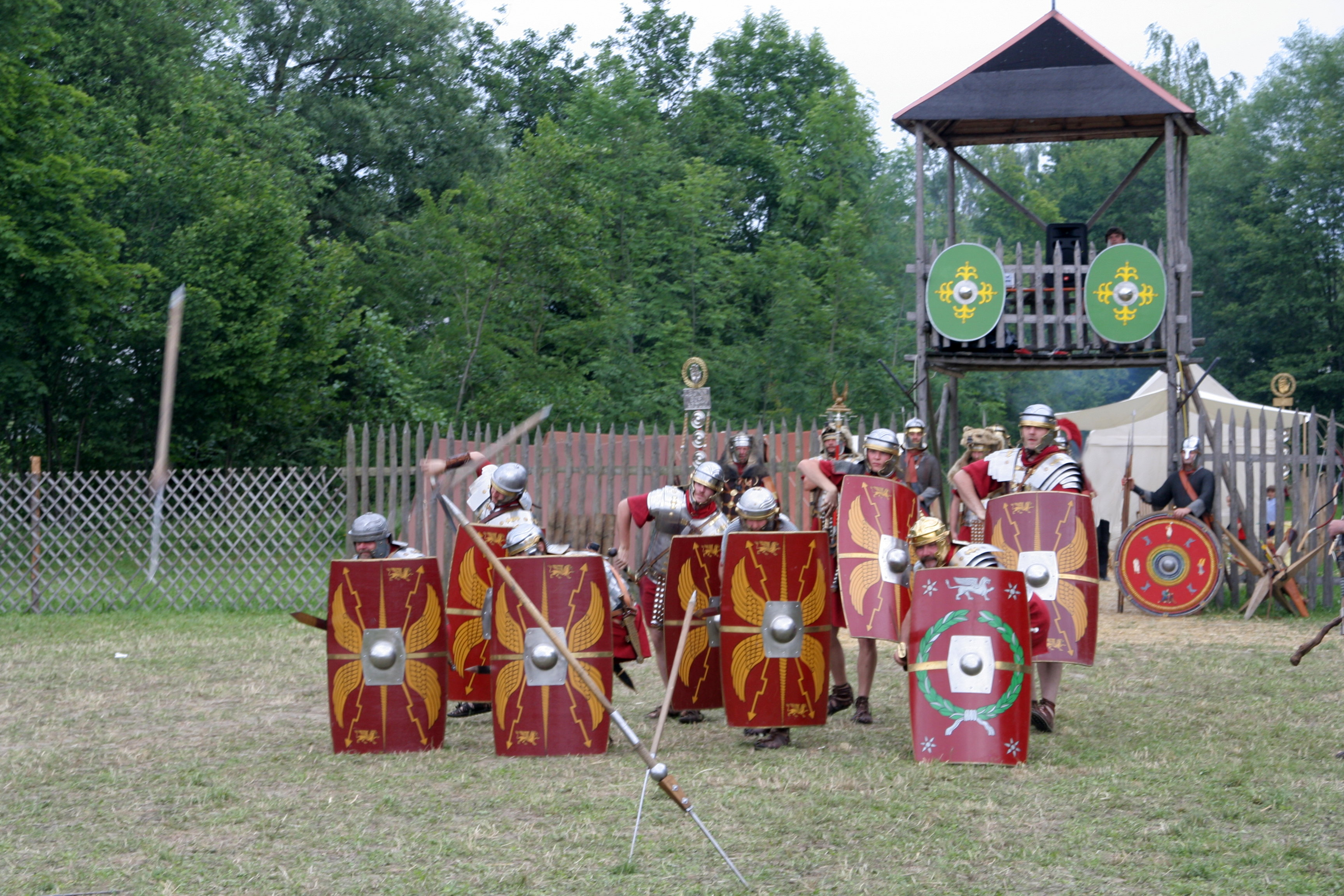
ピルムを投擲する軍団兵の再現。軍装は帝政初期のもの。

共和政後期から帝政初期のローマ兵は、通常二本のピルムを携行し、うち一本は射程を伸ばすための軽いものだった。戦闘時、ローマ兵は敵前まで接近すると、まず軽いピルムを投擲し、次に重いピルムを投擲した。これによって敵の隊列を乱し、盾を失わせた後、グラディウス（あるいはスパタ）を抜いて白兵戦に突入した。二本を投擲する時間がない場合は、ピルムで白兵戦を行うこともあったという。このため、混戦時に手元を傷つけないように、柄の部分に小さなナックルガードを付けたピルムも存在した。また、ピルムで対処困難な場合は、後方の長槍を借りて難を凌ぐ時もあった。

## ウェゲティウスによる記述
ウェゲティウスの『戦術書』（De Re Militari）には以下のような記述がある。
- 歩兵の投擲兵器は、11インチないし1フィートの鉄製で三角形の鋭い穂先を持った投槍で、ピレス（piles）と呼ばれた。一度盾に突き立つと引き抜くことが困難であり、また力と技術の備わったものが投擲すれば、簡単に皮鎧を貫いた[2]。
- （歩兵の）武器はスパタと呼ばれた大振りの剣とセーミスパタ（semispatha）と呼ばれた小ぶりの剣、さらに盾の裏の凹面に五本の小さな投槍を格納し、これを最初の突撃時に投擲した。彼らはまた二本の投槍を持ち、大きい方の投槍は、長さ5.5フィート（約170センチメートル）の柄と、長さ9インチ（約23センチメートル）で先端部は三角形の鉄製の穂が組み合わせてあった。これはかつてはピールム（Pilum）と呼ばれていたが、現在ではスピークルム（spiculum）として知られている。兵士はこの武器を特に習熟させられ、力と技術の備わったものが投擲すると、歩兵の盾や騎兵の皮鎧を貫くことも珍しくなかった。小さい方の投槍は、三角形の先端を持つ穂が長さ5インチ（13センチメートル）で、柄の部分は3.5フィート（100センチメートル）だった。これはかつてウェッリクルム（verriculum）と呼ばれたが、現在ではウェルートゥム（verutum）として知られている[3]。

なお、ウェゲティウスの記した盾に格納する投槍は、プルムバタ（plumbatae）と呼ばれる投げ矢である。